# Nature Valley International 2018 - Qualificazioni singolare maschile
Le qualificazioni del singolare maschile dell'Nature Valley International 2018 sono state un torneo di tennis preliminare per accedere alla fase finale della manifestazione. I vincitori dell'ultimo turno sono entrati di diritto nel tabellone principale. In caso di ritiro di uno o più giocatori aventi diritto a questi sono subentrati i lucky loser, ossia i giocatori che hanno perso nell'ultimo turno ma che avevano una classifica più alta rispetto agli altri partecipanti che avevano comunque perso nel turno finale.

## Teste di serie
1. Jack Sock (primo turno)
2. Alex de Minaur (qualificato)
3. Matteo Berrettini (qualificato)
4. Jay Clarke (ultimo turno, lucky loser)

1. Ivan Nedelko (primo turno)
2. Roberto Quiroz (qualificato)
3. Jan Choinski (primo turno)
4. Matteo Viola (ultimo turno)

## Qualificati
1. Daniel Brands
2. Alex de Minaur

1. Matteo Berrettini
2. Roberto Quiroz

### Lucky loser
1. Jay Clarke

## Tabellone

### Legenda
| - Q = Qualificato - WC = Wild card - LL = Lucky loser | - ALT = Alternate - SE = Special Exempt - PR = Protected Ranking | - w/o = Walkover - r = Ritirato - d = Squalificato |

### Sezione 1
|  | Primo turno | Primo turno     | Primo turno     | Primo turno | Primo turno |  |  | Ultimo turno | Ultimo turno    | Ultimo turno | Ultimo turno | Ultimo turno |  |
|  |             |                 |                 |             |             |  |  |              |                 |              |              |              |  |
|  | 1/Alt       | Jack Sock       | Jack Sock       | 4           | 64          |  |  |              |                 |              |              |              |  |
|  |             | Daniel Brands   | Daniel Brands   | 6           | 7           |  |  | PR           | Daniel Brands   | 64           | 7            | 6            |  |
|  |             | Alessandro Bega | Alessandro Bega | 7           | 6           |  |  |              | Alessandro Bega | 7            | 62           | 3            |  |
|  | 5           | Ivan Nedelko    | Ivan Nedelko    | 5           | 0           |  |  |              |                 |              |              |              |  |

### Sezione 2
|  | Primo turno | Primo turno        | Primo turno    | Primo turno | Primo turno |  |  | Ultimo turno | Ultimo turno   | Ultimo turno   | Ultimo turno | Ultimo turno |  |
|  |             |                    |                |             |             |  |  |              |                |                |              |              |  |
|  | 2           | Alex de Minaur     | Alex de Minaur | 6           | 6           |  |  |              |                |                |              |              |  |
|  | WC          | Jonathan Gray      | Jonathan Gray  | 1           | 3           |  |  | 2            | Alex de Minaur | Alex de Minaur | 6            | 6            |  |
|  |             | Andrew Whittington | 6              | 4           | 2           |  |  | 8            | Matteo Viola   | Matteo Viola   | 2            | 4            |  |
|  | 8           | Matteo Viola       | 4              | 6           | 6           |  |  |              |                |                |              |              |  |

### Sezione 3
|  | Primo turno | Primo turno          | Primo turno          | Primo turno | Primo turno |  |  | Ultimo turno | Ultimo turno         | Ultimo turno         | Ultimo turno | Ultimo turno |  |
|  |             |                      |                      |             |             |  |  |              |                      |                      |              |              |  |
|  | 3           | Matteo Berrettini    | Matteo Berrettini    | 6           | 6           |  |  |              |                      |                      |              |              |  |
|  |             | Andrea Basso         | Andrea Basso         | 3           | 3           |  |  | 3            | Matteo Berrettini    | Matteo Berrettini    | 6            | 7            |  |
|  |             | Carlos Gómez-Herrera | Carlos Gómez-Herrera | 6           | 6           |  |  |              | Carlos Gómez-Herrera | Carlos Gómez-Herrera | 2            | 63           |  |
|  | 7           | Jan Choinski         | Jan Choinski         | 3           | 4           |  |  |              |                      |                      |              |              |  |

### Sezione 4
|  | Primo turno | Primo turno     | Primo turno    | Primo turno | Primo turno |  |  | Ultimo turno | Ultimo turno   | Ultimo turno | Ultimo turno | Ultimo turno |  |
|  |             |                 |                |             |             |  |  |              |                |              |              |              |  |
|  | 4/WC        | Jay Clarke      | Jay Clarke     | 6           | 7           |  |  |              |                |              |              |              |  |
|  |             | Marek Jaloviec  | Marek Jaloviec | 4           | 5           |  |  | 4/WC         | Jay Clarke     | 7            | 4            | 4            |  |
|  |             | Yannick Mertens | 6              | 4           | 3           |  |  | 6            | Roberto Quiroz | 6            | 6            | 6            |  |
|  | 6           | Roberto Quiroz  | 3              | 6           | 6           |  |  |              |                |              |              |              |  |